# Jean Pecquet
Jean Pecquet, född 9 maj 1622 i Dieppe, Seine-Maritime, död 26 februari 1674, var en fransk anatom.
Pecquet är känd för upptäckten av cisterna chyli och vänstra lymfstammen, ductus thoracicus (1647).